# Агрона
У келсткој митологији Агрона (лат. Agrona) је била богиња раздора и рата, поштована у Британији. Река Ерон (Aeron) у Велсу је добила име по њој.

## Етимологија
Највероватније је да је њено име пра-келтског порекла, од речи Agronā, што би се буквално превело као „покољ“.

## Паралеле
Ако су претпоставке истините њени би пандани могле бити Ерида, Брунхилда, Дискордија, Харпије и Валкире.
Повезује се и са Мориган.